# 1812 Gilgamesh
1812 Gilgamesh este un asteroid din centura principală, descoperit pe 24 septembrie 1960, de PLS.